# Dunnelaagchromatografie
Dunnelaagchromatografie (DLC of TLC, van het Engelse thin-layer chromatography) is een chromatografische methode waarbij de stationaire fase bestaat uit een dunne laag absorberend materiaal zoals silicagel, aluminiumoxide of cellulose op een stevige ondergrond, meestal glas, aluminium of kunststof. De mobiele fase beweegt over de stationaire fase door de capillaire werking soms geholpen door de zwaartekracht of een elektrodepotentiaal.

## Materialen
Scheidingen worden verkregen op een plaat gecoat met een dunne laag fijn verdeelde deeltjes. Deze laag noemt men de stationaire fase en kan bestaan uit normal phase (np) silica of reversed phase (RP) silica. NP silica heeft hydrofiele groepen aan de oppervlakte, en RP silica is gecoat met hydrofobe groepen. De mobiele fase kan in principe ieder loopmiddel zijn dat normaal ook gebruikt wordt in vloeistofchromatografie.
Gebruikelijke maten voor een DLC-plaatje zijn 5×20 cm, 10×20 cm en 20×20 cm. Commerciële plaatjes komen in twee categorieën, conventionele en hoge-kwaliteit. Conventionele plaatjes hebben een laagdikte van 200 tot 250 micrometer en een deeltjesgrootte tot ongeveer 20 micrometer. Hogekwaliteitsplaatjes hebben gebruikelijk een laagdikte van 100 micrometer en een deeltjes diameter van 5 micrometer. Hogekwaliteitsplaatjes hebben als voordeel betere scheidingen in kortere tijd, als nadeel heeft dit type plaatjes dat de monstercapaciteit lager is.
DLC is een veelgebruikte techniek in de organische chemie om te controleren hoeveel stoffen er in een monster aanwezig zijn. Daarnaast is het een goed middel om een kolomscheiding voor te bereiden, omdat de vaste fase en de loopvloeistof ook gebruikt worden in de kolom. Via DLC kan bepaald worden welke loopvloeistof het meest geschikt is voor de kolomscheiding. Na de kolomscheiding kan DLC gebruikt worden om te bekijken welke fracties het gewenste product bevatten. 

### Ontwikkeling van een DLC-plaatje
Vlekken op een DLC-plaatje die onder normale omstandigheden niet zichtbaar zijn, zijn vaak wel te behandelen. Deze behandeling kan zowel fysisch als chemisch. Voorbeeld van een fysische behandeling is het zichtbaar maken van spots met behulp van uv-licht. Een aantal (chemische) kleuringen zijn:
- Jood; het kleuren van een DLC-plaatje met behulp van jooddamp is de oudste methode voor het zichtbaar maken van bepaalde typen verbindingen. De methode is gebaseerd op het feit dat jood een grote affiniteit heeft met onverzadigde verbindingen.
- Ultraviolet licht; de methode werkt goed bij het zichtbaar maken van uv-actieve verbindingen, vooral verbindingen met aromatische ringen. De vlekken die zichtbaar zijn onder uv-licht worden vaak omcirkeld met potlood, om ze onder normaal licht te kunnen terugvinden.
- Cerium(IV)ammoniumsulfaat; speciaal ontwikkeld voor het zichtbaar maken van alkaloïden.
- Ceriumsulfaat; algemeen effectief voor alkaloïden.
- IJzerchloride; werkt zeer goed bij het zichtbaar maken van fenolen.
- Morinhydraat; Algemeen gebruik, is fluorescerend.
- Ninhydrine; veel gebruikt voor aminozuren
- Dinitrofenylhydrazine (DNP); Hoofdzakelijk ontwikkeld voor aldehyden en ketonen; vormt de corresponderende hydrazones, waarna deze oranje kleuren.
- Vanillin; geeft verschillende kleuren voor verschillende typen verbindingen (verschillende fuctionele groepen).
- Kaliumpermanganaat; kleurt stoffen met functionele groepen die gevoelig zijn voor oxidatie. Na onderdompelen in de oplossing en na verwarming van het DLC plaatje zullen verschillende typen verbindingen geel opkleuren op een paarse achtergrond. Enkele van deze oxideerbare functionele groepen zijn alcoholen, amines, sulfiden, mercaptanen enz.
- Broomkresolgroen; deze kleurstof werkt zeer goed bij functionele groepen met een pKa van ongeveer 5. De stain kan zeer goed selectief onderscheid maken tussen carbonzuren.
- 1% zwavelzuuroplossing; selectief voor carbohydraten.
- p-Anisaldehyde; een mengsel van anisaldehyde, waterstofchloride, aceton en water in de volgende verhouding 1:10:20:80, kan worden gebruikt voor het visualiseren van terpenen, cineolen en withanolides.

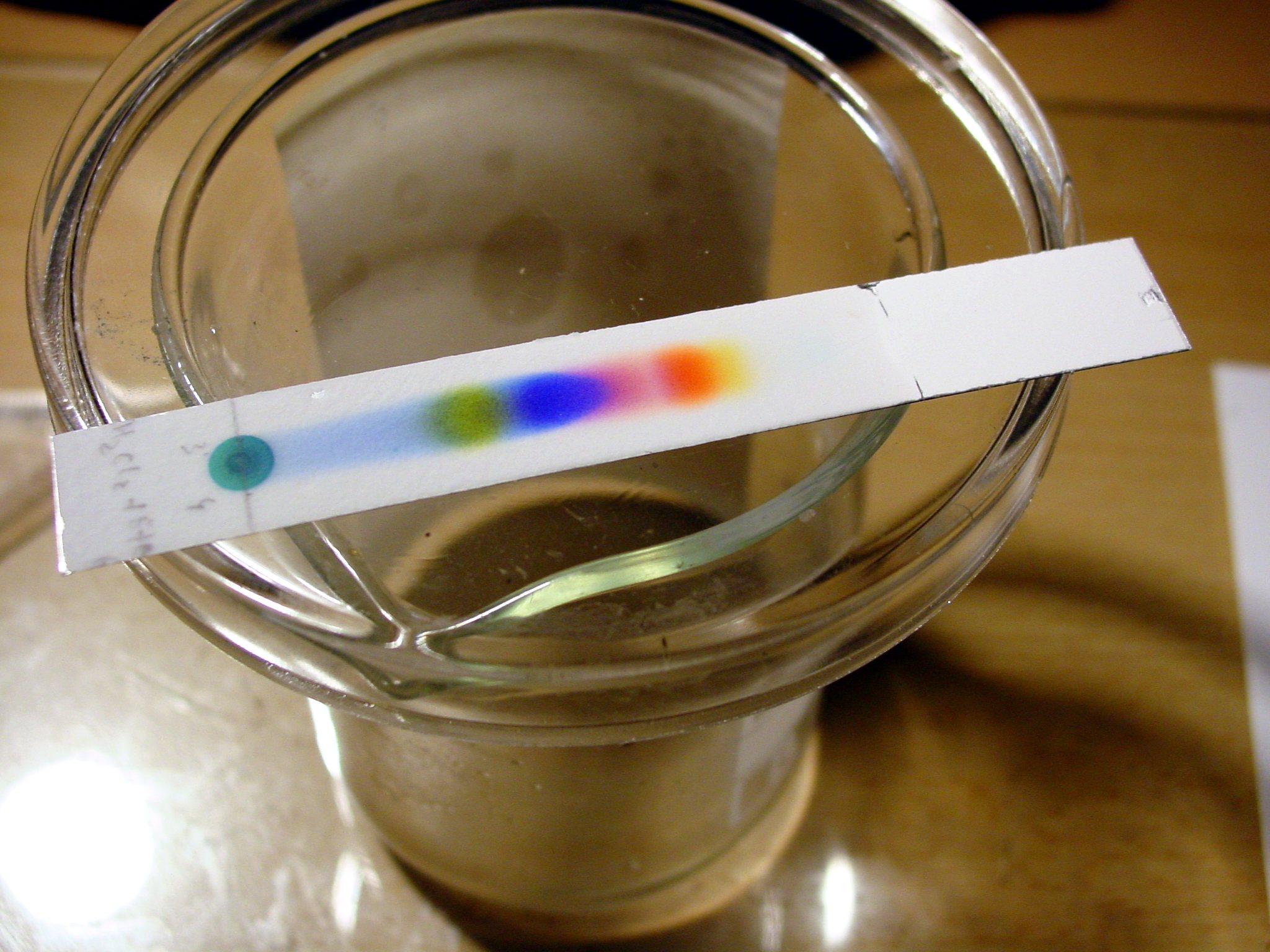
Scheiding van zwarte inkt op een DLC-plaatje